# ثقافة التبت

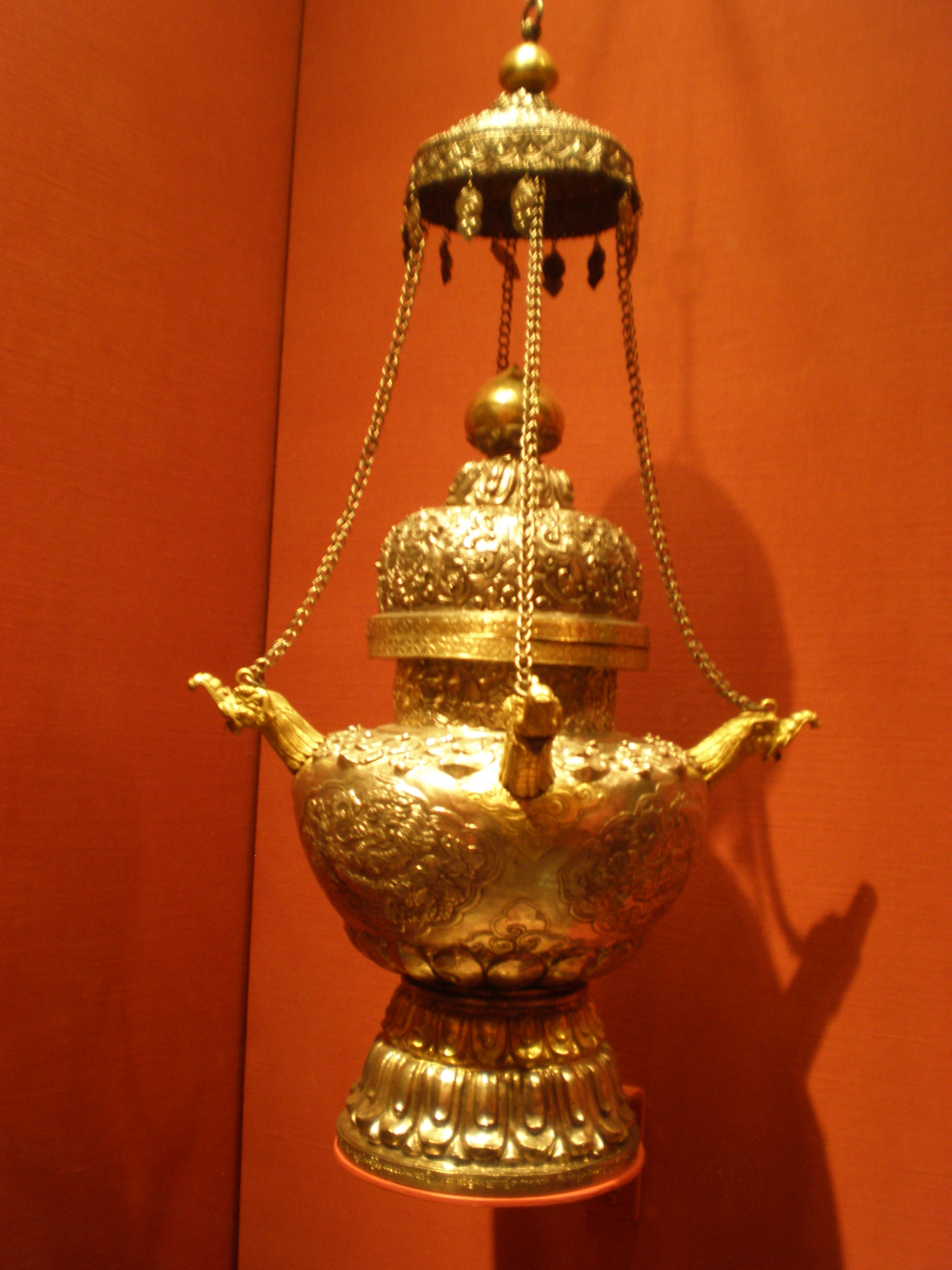

يرجع التطور الحضاري المتميز للتبت إلى ظروف مناخها وموقعها الجغرافي. ورغم تأثرها بثقافات الدول المجاورة مثل الصين والهند والنيبال، فإن بعدها وصعوبة الوصول إليها ساهم في الحفاظ على التأثيرات المحلية، وحث على تطوير حضارتها المتميزة.
كان للبوذية التبتية تأثيرًا قويًا في الثقافة التبتية منذ تأسيسها في القرن السابع. وجاء مبعوثون بوذيون من الهند ونيبال والصين أساسًا لعرض الفنون والعادات من الهند والصين. وتحتوي كل الفنون والآداب والموسيقى على عناصر من المعتقدات البوذية السائدة، وتبنت البوذية ذاتها شكلًا فريدًا في التبتية، متأثرة بتقاليد ديانة بون -ديانة تبتية- وغيرها من المعتقدات الروحانية.
تُرجِمت عدة أعمال في علم الفلك وعلم التنجيم والطب من اللغة السنسكريتية واللغة الصينية الكلاسيكية. وقد أُدخلت الأدوات العامة للحضارة من الصين، ومن بين الأشياء والمهارات المستوردة صناعة الزبدة والجبن وبيرة الشعير والفخار والطواحين المائية والمشروبات والشاي بالزبد.
شجعت الظروف المناخية والجغرافية الخاصة بالتبت على الاعتماد على الرعي، إضافةً إلى تطوير طرق الطهي عن المناطق المحيطة، ما يتناسب مع احتياجات الجسم البشري في هذه الارتفاعات الشاهقة.

## اللغة التبتية
تُنطق اللغة التبتية بلهجات مُختلفة في جميع أنحاء المنطقة التي يستوطنها التبتيون، التي تُغطي نصف مليون ميل مربع. إن بعض هذا اللهجات تكون نغمية مثل اللغة الصينية، غير أن اللهجات الأخرى هي غير نغمية. تاريخيًا، كانت التبت مقسمة إلى ثلاث مقاطعات ثقافية تُسمى يو-تسانغ وخام وأمدو. طورت كل من هذه المقاطعات الثلاث لهجتها التبتية المميزة. من أكثر اللهجات شيوعًا لهجة لاسا، وتُسمى أيضًا اللغة الكلاسيكية للتبت إذ يتحدث بها معظم السكان في وسط التبت والمغتربين أيضًا. ويتحدث السكان المحليون اللهجة التبتية الخامية في منطقة خام ولهجة الأمدو التبتية في منطقة أمدو. وتخضع اللهجات التبتية للغات التبتية التي هي جزء من لغات تبتية بورمية. إن اللغة التبتية الحديثة مُستمدة من اللغة التبتية الكلاسيكية، وهو المبدأ المكتوب من اللغة التبتية القديمة. وتعد أيضًا اللغة الرسمية لبوتان لغة دزونغا ذات صلة وثيقة باللغة التبتية. 

## الفنون البصرية
إن الفن التبتي ذو طبيعة دينية عميقة، وهو شكل من أشكال الفن الديني. وينتشر على مدى واسع من اللوحات والزخارف والتماثيل والأشياء الخاصة بالطقوس والعملات المعدنية والحلي والأثاث.

### تأثير ماهايانا البوذية
في حين نشأت بوذية ماهايانا بوصفها مذهب منفصل في القرن الرابع قبل الميلاد، أكدت دور رجال الدين البوذيين مثل بوداسف، بوصفهم رجالًا متعاطفين إذ تخلوا عن فرارهم الشخصي إلى نيرفانا لمساعدة الآخرين. ومنذ وقت مبكر شكل العديد من رجال الدين البوذيين حجر الأساس لفن النحت، إذ ورثت البوذية التبتية هذه التقاليد، وهي إحدى سلالات بوذية ماهايانا. 
يُعرف بوداسف عمومًا في الفن التبتي بأنه أفالوكيتسافارا، وكثيرًا ما يوصف بأنه أربعة أو ألف من القديسين المسلحين بعينين في منتصف كل يد، ويمثل الشخص الرؤوف المبصر الذي يُلبي طلباتنا. ويعتقد دالاي لاما أن هذا هو نسخته الروحية.

### تأثير التنترا
تُعد أغلب الفنون البوذية التبتية النموذجية جزءًا من ممارسة التنترا.  إن أحد الجوانب المدهشة في مذهب التنترا البوذي هو التمثيل المشترك للآلهة الغاضبة التي غالبًا ما تُصوَّر بوجوه غاضبة ودوائر من اللهب أو جماجم الموتى. وتمثل هذه الصور دارما «حماة»، وتحملهم المخيف يتناقض مع طبيعتهم الحنون الحقيقية. ويدل غضبهم هذا إلى تفانيهم في حماية الدارما وحماية الممارسات المعينة للتنترا لمنع الفساد أو عرقلة الممارسة.

### تأثير بون
تُعرف الديانة الشامانية الأصلية في جبال الهملايا باسم بون. وتساهم هذه الديانة بهيكل من الآلهة المحلية الوصية للفن التبتي. وفي المعابد التبتية المعروفة باسم لاهاكانغ، كثيرًا ما يقترن تمثال غوتاما بوذا أو بادماسامبهافا بتمثال إله الوصاية الذي يبدو غالبًا غاضبًا أو مظلمًا. وقد ألحقت هذه الآلهة الأذى والمرض بالمواطنين المحليين، لكن بعد وصول بادماسامبهافا، قُمعت هذه القوى السلبية وأصبح عليها الآن أن تخدم البوذية.

### السجاجيد
إن صُنع السجاجيد التبتي فن وحرفة قديمة في تقاليد شعب التبت. هذه السجاجيد مصنوعة أساسًا من صوف الخراف العذراء في مرتفعات التبت. ويستخدم أهل التبت السجاجيد لأي استخدام منزلي تقريبًا من الأرضيات إلى الجدران إلى سروج الخيل. وتقليديًا، توجد أفضل السجاجيد في مدينة جيانتسي، وهي المدينة المعروفة بجودة سجادها.
يُعد صنع السجاجيد التبتي عملية فريدة من نوعها، بمعنى أن كل شيء تقريبًا يُنجَز يدويًا. لكن مع إدخال التكنولوجيا الحديثة، استولت الآلة على بعض جوانب عمليات صنع السجاجيد، ويرجع ذلك أساسًا إلى التكلفة واختفاء المعرفة. إضافةً إلى امكانية إضفاء بعض اللمسات النهائية باستخدام الآلات الجديدة.
تُعد السجاجيد التبتية تجارة كبيرة ليس فقط في التبت، بل أيضًا في نيبال، حيث جلب المهاجرون التبتيون معهم معرفتهم بصناعة السجاجيد. وفي نيبال حاليًا، تُعد صناعة السجاجيد إحدى أكبر الصناعات في البلاد ويوجد العديد من مُصدري السجاجيد.

### الرسوم
تُعد «تانجكاس» فنًا توافقيًا عقائديًا للمخطوطات الصينية المعلقة ذات الرسوم النيبالية والكشميرية، وكان أول ظهور لها في القرن الحادي عشر، وتكون مطلية بشكل مستطيل ومعقد على القطن أو الكتان، وعادةً ما تكون مؤلفات تقليدية تُصور آلهة ورهبان مشهورين وغيرها من المواضيع الدينية والفلكية واللاهوتية والمانديلا أحيانًا. ولضمان عدم تلاشي الصورة، تُطرَز اللوحة في خيوط حريرية ملونة ثم تُلفّ إلى أعلى. إن كلمة تانڠكا تعني «شيء يجب لفّه» وتشير إلى أن التانجكاس يمكن لفّها بسهولة لأغراض النقل.
وإلى جانب تانجكاس، يمكن الاطلاع على اللوحات الجدارية للبوذية التبتية على جدران المعابد على شكل لوحات جدارية وأثاث وأدوات أخرى كثيرة عليها لوحات مزخرفة.

## الأدب
في الأدب التبتي العادي تقليد قديم غني يشمل الملاحم والشعر والقصص القصيرة ونصوص الرقص والإيماء والمسرحيات، وقد اتسع نطاق هذا التقليد ليصبح جزءًا كبيرًا من الأعمال التي تُرجم بعضها إلى اللغات الغربية. ويمتد الأدب التبتي تاريخيًا لأكثر من 1300 عام. وربما تكون أشهر فئة من المؤلفات التبتية خارج التبت هي القصص الملحمية، وخصوصًا ملحمة الملك جيسار الشهيرة.

## الهندسة المعمارية
تحتوي الهندسة التبتية المعمارية على التأثيرات الصينية والهندية وتعكس نهجًا بوذيًا عميقًا. ويمكن رؤية دولاب الصلاة بجانب اثنين من الغزلان أو التنانين في كل غومبا في التبت. ويتنوع تصميم ستوبا بين الجدران المستديرة ومربعة الشكل في خام وجدران ذات أربعة جوانب في لداخ.
من أكثر السمات المألوفة في الهندسة المعمارية التبتية أن العديد من المنازل والأديرة مبنية على مواقع مشمسة مرتفعة تواجه الجنوب، وغالبًا ما تكون مصنوعة من خليط من الصخور والخشب والإسمنت والتراب. ولا يتوفر سوى القليل من الوقود للتدفئة أو الإضاءة، لذلك تُبنى السقوف المنبسطة للحفاظ على الحرارة ونوافذ متعددة لإدخال ضوء الشمس. وعادةً ما تنحدر الجدران إلى الداخل بمقدار عشرة درجات احترازًا للزلازل المتكررة في المناطق الجبلية.

### موقع التراث العالمي
يُعد قصر بوتالا الذي يبلغ ارتفاعه 117 مترًا وعرضه 360 مترًا موقعًا من مواقع التراث العالمي سنة 1994 وأهم مثال على الهندسة المعمارية التبتية، وتوسع ليشمل منطقة نوربولينغكا سنة 2001. وكان محل إقامة الدلاي لاما سابقًا ويحتوي أكثر من ألف غرفة ضمن 13 طابقًا، وصورًا منزلية للدلاي لاما وتماثيل بوذا. وينقسم إلى القصر الأبيض الخارجي الذي يُستخدم جناحًا إداريًا، والحي الأحمر الداخلي الذي يضم قاعة محافل اللاما والمعابد وعشرة آلاف ضريح ومكتبة واسعة من الكتب البوذية.